# Drymeia alpicola
Drymeia alpicola är en tvåvingeart som först beskrevs av Camillo Rondani 1871.  Drymeia alpicola ingår i släktet Drymeia och familjen husflugor. Inga underarter finns listade i Catalogue of Life.